# Diffun
Aglipay is een gemeente in de Filipijnse provincie Quirino in het noordoosten van het eiland Luzon. Bij de laatste census in 2007 had de gemeente bijna 43 duizend inwoners.

## Geografie

### Bestuurlijke indeling
Diffun is onderverdeeld in de volgende 33 barangays:
| - Aklan Village - Andres Bonifacio - Aurora East - Aurora West - Baguio Village - Balagbag - Bannawag - Cajel - Campamento - Diego Silang - Don Faustino Pagaduan - Don Mariano Perez, Sr. | - Doña Imelda - Dumanisi - Gabriela Silang - Gregorio Pimentel - Gulac - Guribang - Ifugao Village - Isidro Paredes - Liwayway - Luttuad - Magsaysay | - Makate - Maria Clara - Rafael Palma - Ricarte Norte - Ricarte Sur - Rizal - San Antonio - San Isidro - San Pascual - Villa Pascua |

## Demografie
Diffun had bij de census van 2007 een inwoneraantal van 42.958 mensen. Dit zijn 3.469 mensen (8,8%) meer dan bij de vorige census van 2000. De gemiddelde jaarlijkse groei komt daarmee uit op 1,17%, hetgeen lager is dan het landelijk jaarlijks gemiddelde over deze periode (2,04%). Vergeleken met de census van 1995 is het aantal mensen met 6.910 (19,2%) toegenomen.

De bevolkingsdichtheid van Diffun was ten tijde van de laatste census, met 42.958 inwoners op 352,8 km², 121,8 mensen per km².